# ラッシャー木村
ラッシャー木村（ラッシャーきむら / Rusher Kimura、1941年6月30日 - 2010年5月24日）は、日本のプロレスラー、大相撲力士。本名：木村 政雄（きむら まさお）。北海道中川郡中川町出身。
後期のエースを務めた国際プロレスでは金網デスマッチの鬼の異名を持つブルファイターとして活躍し、新日本プロレス参戦時は国際軍団の総帥としてアントニオ猪木と抗争を繰り広げ、全日本プロレスおよびプロレスリング・ノア在籍時はユーモアあふれるマイク・パフォーマンスで親しまれた。
2003年よりプロレスリング・ノア終身名誉選手会長。

## 来歴

### 力士時代
佐久中学校を経て北海道天塩高等学校に進学、ポール牧と同級生であった。夢であるプロレスラーになるための基礎体力作りとして、高校を中退して大相撲の宮城野部屋に入門。
1958年3月場所にて、木ノ村（きのむら）の四股名で初土俵を踏む。幕下20枚目まで昇進したが「十両に上がったら辞められなくなる」という理由で1964年9月場所限りで、親方（元横綱・吉葉山）の慰留を振り切り脱走して廃業した。とされているが、昭和39年7月場所と9月場所で連続1勝6敗と負け越しが続き、三段目への降格が確定していた。

### 国際プロレス時代
大相撲廃業後、1964年10月に日本プロレスに入団。1965年4月2日、木村 政美（きむら まさみ）をリングネームに、リキ・スポーツパレスにおける高崎山猿吉戦でデビューする。
豊登の付き人をしていた関係から、翌1966年に豊登が興した東京プロレスの旗揚げに参加し、1967年の東京プロレス崩壊後は吉原功に口説かれて国際プロレスに移籍。本名の「木村 政雄」として活動した後、1969年1月1日にリングネームを「ラッシャー木村」に改名。同年4月20日、サンダー杉山と組んでスタン・スタージャック&タンク・モーガンを破り、TWWA世界タッグ王座を獲得、初戴冠を果たす。以降、ドリー・ディクソン&モーガン、ジャン・ウィルキンス&チーフ・ダニー・リトルベア、スタン・ザ・ムース&ニキタ・マルコビッチなどのチームと防衛戦を行った後、8月に王座を返上して渡米した。
アメリカでは中西部のカンザスおよびミズーリを拠点とするNWAセントラル・ステーツ地区を主戦場に、後に日本で流血の抗争を展開することになるキラー・トーア・カマタとタッグを組み、ロニー・エチソン、モンゴリアン・ストンパー、アーニー・ラッド、KO・コックス、ボブ・ガイゲル、ロジャー・カービー、ティム・ブルックスなどと対戦。当時のNWA世界ヘビー級王者ドリー・ファンク・ジュニアとも対戦し、覆面を被ってシャチ横内とジ・インベーダーズ（The Invaders）なるタッグチームを結成していたこともある。
1970年8月に凱旋帰国し、10月8日には大阪府立体育館にてドクター・デスを相手に、日本初の金網デスマッチを行う。同デスマッチ第2戦となる12月12日のオックス・ベーカー戦で左足を複雑骨折する重傷を負うも、第3戦となる1971年3月2日のザ・クエッション戦はギプスを装着して強行出場した。以降もバスター・マシューズ、ダニー・リンチ、カーティス・イヤウケア、バロン・シクルナ、バディ・オースチン、ラーズ・アンダーソン、スカンドル・アクバ、リック・フレアー、オレイ・アンダーソン、ザ・ブルート、レネ・グレイ、セーラー・ホワイト、バロン・フォン・ラシク、レイ・スティーブンス、マッドドッグ・バション、カマタ、ブッチャー・ブラニガン、ジプシー・ジョー、ピエール・マーチン、ギル・ヘイズ、リッパー・コリンズらに連勝。金網デスマッチでは不敗を誇り、金網の鬼（Demon of the Steel Cage）の異名が定着した。1974年6月5日には米沢にて、ホワイトと日本初の金網チェーン・デスマッチを行っている。
タッグでは1971年9月、TWWA世界タッグ王座戴冠時のパートナーだった杉山と組み、グレート草津の海外遠征による返上で空位となっていたIWA世界タッグ王座をレッド・バスチェン&ビル・ハワードと争う。9月7日の新王者チーム決定戦では敗退するも、9月23日に再び杉山と組み、新王者チームのバスチェン&ハワードを破ってIWA世界タッグ王座を初奪取。以降、1972年の木村の再渡米に伴う王座返上まで、リンチ&ラシク、ブロンド・ボンバーズ、ダン・ミラー&イヤウケア、モンスター・ロシモフ&イワン・バイテンなどを相手に7回防衛した。
帰国後の1973年4月30日には、グレート草津を新パートナーにバション&イワン・コロフが保持するIWA世界タッグ王座に挑戦。敗退したものの、5月14日の再戦で勝利し同王座を再び奪取。草津とのコンビでは、1975年4月にタイトルを返上するまで、テキサス・アウトローズ（ダスティ・ローデス&ディック・マードック）、ミネソタ・レッキング・クルー（オレイ&ジン・アンダーソン）、ハリウッド・ブロンズ（ジェリー・ブラウン&バディ・ロバーツ）、ザ・キウィズ（ニック・カーター&スウィート・ウィリアムス）、スーパースター・ビリー・グラハム&ラシク、ワフー・マクダニエル&バスチェン、AWA世界タッグ王者チームのニック・ボックウィンクル&スティーブンスなど、当時のアメリカでもトップクラスの強豪チームを相手に11回の防衛に成功した。このうち、1974年3月31日に釧路市厚生年金体育館で行われたジム・ブランゼル&ブルートとの防衛戦は、木村初の金網タッグ・デスマッチとなった。
1973年6月19日、茨城県笠間大会にて、国際のエースだったストロング小林がローデスを下しIWA世界ヘビー級王座を防衛した直後、小林に挑戦状を突きつけ、同年7月9日の大阪府立体育会館で小林VS木村の同門対決となるIWA世界ヘビー級王座戦が実現、1954年12月22日の力道山VS木村政彦戦以来となる大物日本人選手同士のタイトルマッチとなった（小林が勝利し王座防衛）。同年10月には『IWAワールド・シリーズ』第5回大会の決勝戦でブラックジャック・マリガンを破り、シリーズ初優勝を果たしている。
1974年の小林離脱後は、一度はマイティ井上に先を越されるも、1975年4月19日にバションを金網デスマッチで破りIWA世界ヘビー級王座を獲得（これに伴い、IWA世界タッグ王座を返上）、以後、国際プロレスが消滅する1981年夏まで、6年間に渡ってエースとして活躍した。1975年6月6日にはアントニオ猪木に挑戦状を突きつけ、同年12月20日にはジャイアント馬場にも挑戦を表明。全日本プロレスとの交流戦では馬場やジャンボ鶴田と対戦、1976年3月28日の蔵前国技館における鶴田戦は、東京スポーツ新聞社のプロレス大賞において年間最高試合に選定されている。1977年3月には、4年ぶりに開催された『IWAワールド・シリーズ』第6回大会の決勝戦でバションに勝利、シリーズ連覇を果たした。1978年11月には、鶴田、草津、井上、アニマル浜口、キム・ドク、ミスター・サクラダ、ミスター・ヒト、ディーン・ホーらが参加した『日本リーグ争覇戦』において、決勝戦でプロフェッサー・タナカを破り優勝。1979年8月26日の『プロレス夢のオールスター戦』では、セミファイナルで因縁の小林と対戦、リングアウト勝ちを収めた。
IWA世界ヘビー級王者としても、前王者バションをはじめ、カマタ、ジョー、ホワイト、ワイルド・アンガス、リップ・タイラー、アレックス・スミルノフ、キラー・ブルックス、ベーカー、ジョン・トロス、ジョー・ルダック、ストンパー、上田馬之助などのラフファイターを挑戦者に流血戦を繰り広げる一方、ビッグ・ジョン・クインやマイク・ジョージと正攻法のパワーレスリングを展開した。1979年10月5日には後楽園ホールにてAWA世界ヘビー級王者ボックウィンクルとのIWAとAWAのダブル・タイトルマッチを行い、反則勝ちを収めている（反則勝ちのためAWA王座は移動せず）。同年は7月にアンドレ・ザ・ジャイアント、11月にバーン・ガニアとのIWA王座戦もそれぞれ行われた。1980年12月13日には新日本プロレスのリングで、7年前とは逆に小林を挑戦者に迎えての防衛戦が実現、小林から初のフォール勝ちを収めた。
このほか、得意技ブルドッギング・ヘッドロックの開発者であるカウボーイ・ボブ・エリス、前WWWFヘビー級王者として久々に国際プロレスに参戦したビリー・グラハム、東京プロレス以来の対戦となるジョニー・パワーズ、後にNWAの主要テリトリーで活躍するロン・バス、他団体から移籍してきたキラー・カール・クラップやレイ・キャンディ、当時の米マット界における成長株だったランディ・タイラーやスティーブ・オルソノスキーらの挑戦も退けた。途中、上田、スミルノフ、ガニアに王座を奪われるも、いずれも短期間で奪還。1976年から1979年にかけては、元王者の小林が記録していた25回を上回る26回の連続防衛に成功している。1981年8月6日、室蘭で行われたジ・エンフォーサー戦が最後の防衛戦であり、最後の金網デスマッチでもあった。

### 新日本プロレス参戦 - UWF旗揚げ参加
1981年10月、国際プロレスの解散に伴い、残党のアニマル浜口、寺西勇と共に新日本プロレスに参戦し、アントニオ猪木との抗争を開始。当初は国際のメンバーは新日本に参戦し、新日本対旧国際の団体対抗戦が行われるはずだったが、新日本の手法に反感を持っていたマイティ井上らが全日本プロレスへの移籍を選択したため、最終的に新日本に登場した選手は木村、浜口、寺西の3人だけとなった。同年9月23日、田園コロシアム大会に来場し、メインイベント前に決意表明を示す場を与えられたが、木村の真面目な性格によって「こんばんは事件」（後述）が発生。この出来事が「マイクの鬼」と呼ばれ、マイク・パフォーマンスが代名詞となるきっかけになった。新日本では人気絶頂の猪木に対する悪役ユニット国際軍団のリーダーとしてヒールを演じた。
1982年には久々にアメリカに遠征し、ミスター・トヨ（Mr. Toyo）のリングネームでロサンゼルス地区を短期間サーキット、国際の後輩であるミスター・ゴーこと剛竜馬をパートナーに、ブラック・ゴールドマン&エル・ゴリアスからNWAアメリカス・タッグ王座を奪取した。以降も浜口と寺西を従え、猪木1人を相手に3対1のハンディキャップ・マッチを行うなど話題を集めた。1983年5月には、緊急帰国したディノ・ブラボーの代打でIWGP決勝リーグ戦に出場。猪木、ハルク・ホーガン、アンドレ・ザ・ジャイアント、キラー・カーンには敗退するも、ビッグ・ジョン・スタッドとは引き分け、前田明、カネック、エンリケ・ベラからはフォール勝ちを収めた（オットー・ワンツには不戦勝）。
しかし、1983年下期からは浜口と寺西が長州力率いる維新軍に加わったため国際軍団は解散。その後はバッド・ニュース・アレンと共闘するなど、外国人サイドから単独での参戦を続けた。なお、1983年11月にはカナダ・カルガリーのスタンピード・レスリングに遠征、国際プロレス時代の怨敵ミスター・ヒトとのタッグや、モンゴリアン・ストンパーおよびキューバン・アサシンとの久々の対戦も実現した。
1984年4月、新日本で勃発した内紛により、新間寿に請われて剛、前田、グラン浜田らと第一次UWFの旗揚げに創設メンバーとして参画。UWF草創期のブッカー兼重鎮的存在となったが、剛が外国人レスラーのブッキングを独占しようと図り、そのために生じた利害関係で団体との関係が悪化したことから、同年10月5日に剛と共に離脱した。

### 全日本プロレス移籍
UWF離脱直後、全日本プロレスの1984年世界最強タッグ決定リーグ戦にジャイアント馬場のタッグパートナーとして参戦。馬場のパートナーは開幕戦まで事前に発表されず「ミステリアス・パートナー」とされていた。馬場と元国際のエースである木村のタッグは注目を浴びたが黒星が先行する結果となる。そして12月8日の愛知県体育館での対鶴田&天龍源一郎戦の試合中、突然木村が馬場にラリアットを放ち造反。国際の残党である剛竜馬、鶴見五郎も乱入し木村に加勢。試合放棄となり馬場とのタッグはリーグ戦途中で空中分解する事態となる。これら一連の動きを木村は「（プロレス人生で）自分の意思で動いたのは、これが初めてだった」と述懐した。なお、UWFを離脱後新日本プロレスも木村の獲得に動いたが、木村は全日本プロレスを選択している。これについて、後に和田京平が木村になぜ全日本を選択したのか聞いたところ、木村曰く「新日本は会社の重役が話に来た。全日本は馬場さんが料亭に招いてくれて、直接誘ってくれた。となればどちらを選ぶかは明白でしょう」と答えたという。
以降は鶴見、剛、アポロ菅原、高杉正彦と国際血盟軍を結成。全日本軍と敵対するアングルが組まれ、試合後に馬場を挑発するマイクパフォーマンスが次第に注目を集める。1985年6月21日の日本武道館大会では馬場が持つPWFヘビー級王座に挑戦するも敗退。またジャパンプロレス勢の参戦など日本人選手の過剰により剛、菅原、高杉は全日本を解雇され、以降は鶴見とのタッグで活動。ヒットマンのキャラクターで一匹狼となった同じく国際の残党である阿修羅・原とも一時的に共闘した。
1988年8月29日、武道館にて馬場とのシングル戦に敗れるも、試合後のマイクで「お前のことをな、『アニキ』と呼ばせてくれ」とアピール。このマイクがきっかけとなり同年の世界最強タッグ決定リーグ戦に馬場との「義兄弟コンビ」で出場。馬場50歳、木村47歳のベテランチームであったが3位の好成績を収め、翌1989年2月には義兄弟コンビで鶴田＆谷津嘉章が持つ世界タッグ王座にも挑戦した。その後は体力の衰えからミッドカード戦線での活動を余儀なくされフェイスターンし、馬場と共に1989年春のスーパー・パワー・シリーズよりファミリー軍団を結成。悪役商会（永源遙、大熊元司、渕正信ら）を相手にユーモラスな前座試合を展開し、試合後のマイクパフォーマンスも含め全日本のコンセプト「明るく・楽しく・激しいプロレス」の「明るく・楽しく」を担った。
だが1989年11月29日、札幌中島体育センターにて世界最強タッグリーグ公式戦として行われた馬場&木村vs天龍&スタン・ハンセン戦では、入場時の天龍の攻撃により馬場が昏倒したため10分以上に渡って木村1人が天龍とハンセンの攻撃を流血しながらも、真正面から受け続けるという国際在籍時代や猪木との抗争時代を髣髴とさせる「激しい」試合を展開。また1990年春のチャンピオン・カーニバルでは天龍との抗争が繰り広げられ、3月31日の富山市体育館大会のタッグ戦（木村&寺西vs天龍&川田利明）ではゴング前、天龍に毒霧を浴びせるという異例な攻撃を見せたこともある。次期シリーズで天龍とのシングル戦が構想されていたが、天龍の全日本退団により幻に終わっている。
1992年4月18日、後楽園ホールで行われたファン感謝デー大会では、メインイベント「4対4サバイバル・タッグマッチ」に欠場した田上明の代理として鶴田軍の一員で急遽出場。既に50歳を過ぎていたが、超世代軍の三沢光晴、川田利明、小橋健太と対戦し往年の激しいプロレスを展開した。
ファミリー軍団結成時にはマイクパフォーマンス人気によるユニークなキャラクターが買われ、土曜深夜の『三宅裕司のいかすバンド天国』（TBS）にレギュラー審査員として出演。一人だけピンマイクではなく、手持ちのマイクで喋っていた。国際時代の寡黙なブルファイターのイメージとは180度異なるコミカルな存在となったが、彼のマイクパフォーマンスは桑野信義も『志村けんのだいじょうぶだぁ』で物まねをするなど、プロレス界の名物として定着した。

### プロレスリング・ノア旗揚げ参加 - 引退
馬場の病没後、全日で再度顕在化した内紛から、プロレスリング・ノアに旗揚げメンバーとして参加。
2001年に還暦を迎えて生涯現役を宣言。翌年には馬場を抜いて日本人最高齢のレスラーとなるが、最晩年にはまったく攻撃をしないまま、マイクパフォーマンスのみで終わる試合もあるなど精彩を欠き、2003年3月1日の武道館大会を最後に体調不良により長期欠場に入る。
2004年7月10日、体調の悪化と「これ以上関係者に迷惑をかけられない」との理由で東京ドーム大会にビデオレターを送って引退を表明。以降、公の場から姿を消した。
同年12月にはノアの終身名誉選手会長への就任が発表され、その後は病状など一切公表されなかったが、当時、毎年行われていたノア選手会主催の「選手会興行」のポスターには、終身名誉選手会長として顔写真が掲載されていた。「プロレス格闘技DX」内のノア公式ウェブサイトにて、ファンからの「木村さんは今でもノア所属なのか」との質問には三沢光晴社長が「終身名誉選手会長であり、現在も所属である」と答えていた。還暦を迎えた際、全日本移籍の前に年金未納期間があったことが判明し、未納分の払込が完了し受給資格を得られるまで、引退後もノアの社員として雇用することにしたという。
2009年6月19日に行われた三沢の告別式で、久しぶりに公の場に姿を現した。

### 死去
2010年5月24日午前5時30分、腎不全による誤嚥性肺炎のため東京都の病院で死去。68歳没。終の住処となったのは、新宿区内の都営住宅だった。誰もが「あのラッシャー木村」とは気づかなかったという。
関係者によると現役引退直後に脳梗塞で倒れ、車椅子生活であったという。木村が体調を崩して公の場から去った後、浜口や鶴見などかつての国際プロレスの仲間やプロレス評論家が見舞いを希望したが、木村本人は頑として誰にも会おうともしなかったことを浜口や門馬忠雄が語っている。
なお、死去に際しては親族のみで葬儀を行ったことから、ノア主催で「お別れの会」を2010年6月26日にディファ有明にて開催した。アニマル浜口が「プロレス界はあなたを忘れることはありません」と涙ながらに弔辞を読み、遺影に向かって「気合だ!」を叫んで故人を偲んだ。
また同日にディファ有明で行われた "プロレスリング・ノア創立10周年記念" 『Summer Navig.10 part1』シリーズ開幕戦が、『ラッシャー木村追悼興行』と銘打って開催された。

## 略歴
- 1958年 大相撲宮城野部屋入門（四股名：木ノ村）
- 1964年 相撲を廃業。日本プロレス入門
- 1965年4月2日 対高崎山猿吉（北沢幹之）戦（東京リキ・スポーツパレス）でプロレスデビュー
- 1966年 東京プロレス旗揚げに参加、日本プロレスより移籍
- 1967年 東京プロレス崩壊。国際プロレス入団
- 1969年 リングネームを「ラッシャー木村」に改名
- 1970年 日本初の金網デスマッチを行い勝利（対ドクター・デス）
- 1973年 ブラックジャック・マリガンを破り、IWAワールド・シリーズ初優勝（第5回大会）
- 1975年 マッドドッグ・バションを下してIWA世界ヘビー級王者となる
- 1976年 全日本プロレスとの対抗戦で、ジャンボ鶴田と対戦（引き分け）
- 1978年 東京12チャンネルの特撮番組『スパイダーマン』（東映制作）にカメオ出演
- 1981年 国際プロレス崩壊。アニマル浜口、寺西勇とともに国際軍団を結成、新日本プロレスにヒールとして殴り込み
- 1984年 第一次UWF旗揚げに参加。短期間（4 - 10月）で離脱、11月より全日本プロレスに参戦
- 1990年 CD-ROMマガジン「ウルトラボックス」に出演
- 1990年 日本テレビ『いけない女子高物語』に出演
- 2000年 プロレスリング・ノア旗揚げに参加
- 2001年 還暦記念試合を行う（満60歳）
- 2004年 プロレスリング・ノア東京ドーム大会にて自ら引退を発表
- 2006年 東スポ主催プロレス大賞 功労賞を受賞
- 2010年5月24日 腎不全による誤嚥性肺炎のため死去[1]

## 得意技
- ブルドッギング・ヘッドロック
- ラッシング・ラリアット
- クロス・チョップ
- 水平チョップ
- バックハンド平手打ち（相手をロープ際へ追いつめた時に連続で繰り出す技。一発が非常に重く、受けるごとに相手の腰がどんどん下がっていき、最後には崩れ落ちてしまうこともしばしばあった。この技を受けた天龍源一郎は「丸太ん棒でひっぱたかれた様な感じ」と語っている）
- ヘッドバット
- パイルドライバー
- ラッシャー・スープレックス
- バックドロップ
- 逆エビ固め
- 裏4の字固め
- 回転4の字固め[35]
- 逆足4の字固め
- アルゼンチン・バックブリーカー
- スタンプ・ホールド
- 風車吊り（リバース・フルネルソンの変形技）
- グラウンド式卍固め（国際プロレス末期にフィニッシャーとして使用していたが、その後はほとんど使わなくなった）
- エクスプロイダー（秋山準を意識してフィニッシュアピールから技を掛けるが、持ち上げるところでカットされ技を決められないというノア時代の定番ムーブ）
- 永源遙の唾吐きのアシスト（誤爆も多く、顔面に浴びる憂き目にも遭っていた）

## 獲得タイトル
- 国際プロレス
  - IWA世界ヘビー級王座：5回[15]
  - IWA世界タッグ王座：2回（w / サンダー杉山、グレート草津）[9]
  - TWWA世界タッグ王座：1回（w / サンダー杉山）[6]
  - ヨーロッパ・タッグ王座：1回（w / グレート草津）
  - IWAワールド・シリーズ優勝：2回（1973年、1977年）
  - 日本リーグ争覇戦優勝：1回（1978年）
- NWAハリウッド・レスリング
  - NWAアメリカス・タッグ王座：1回（w / ミスター・ゴー）[19]

## 入場テーマ
- "Skydiver"（ダニエル・ブーン） - 国際プロレス時代
- "Rebirth of the beat"（サンディ・ネルソン） - 国際プロレス末期〜国際軍団時代、およびファミリー軍団時代
- "柳生一族のテーマ"（津島利章） - 第一次UWF時代
- "安息の後ろ側（SOFA BACK）"（FM） - 国際血盟軍～ファミリー軍団初期時代
- "江戸の旋風 メインテーマ"（服部克久） - プロレスリング・ノア時代

## マイク・パフォーマンス
木村の独特でゆったりとした間で繰り出すマイク・パフォーマンスは観客の受けが非常に良く、木村の試合終了後には、観客から「マイク! マイク!」とマイク・パフォーマンスを求めるマイク・コールが送られ、引退するまで定番となっていた。時事ネタから観客に対しての感謝・気遣い、同僚レスラーいじりなどバリエーションは豊富であった。
彼のネタにされる選手達（主に馬場、永源、大熊、渕正信ら）は、木村のマイク・パフォーマンスを嫌がっていたが「観客が求めるから」と仕方なく許していたと言う。馬場は「最初は、なんてイヤなことをするんだろうと思っていたが、そのうちお客さんが（マイク・パフォーマンスがないと）許してくれなくなっちゃったんですよ」と語っていた。木村が馬場のTシャツを着て初詣に行った際には、木村は馬場のファンと勘違いされたこともあったという。
地方巡業時は、ご当地の名所・名物・著名人などをパフォーマンスの会話中に織り交ぜる事が多かった。秋山準は木村の死去後のコメントで、巡業先の現地の人や出身選手・スタッフなどに事前リサーチを行っていたことを明かした。和田京平も、試合前に木村からご当地の名物を聞かれていたことを明かしている。
晩年、木村は新日本プロレスのマットに上がり、猪木と闘ったころのことを思い出しながら、マイクパフォーマンスのことについて以下のように語っている。 「猪木1人に、こちらは3人一緒（アニマル浜口、寺西勇）で闘った。邪道で気は進まなかったが、それでも人気につながらずつらかった。それが（全日本プロレスに移り）マイク一本でこんなに人気になるとは、世の中、不思議なもんだよ」

### 「こんばんは」事件
1981年9月23日、田園コロシアムで行われた新日本プロレスの興行に浜口を連れて現れた木村は、リング上で保坂正紀（当時テレビ朝日アナウンサー）からマイクを向けられると、決意表明に先立ち、まずは集まってくれた観客に対し挨拶をしなければと思い、冒頭「こんばんは…」と丁重に挨拶を行なった。続けて「その試合のために、私たちは秩父で合宿を張って、死に物狂いでトレーニングしています。」と穏やかな口調で話した。これは団体対決に付き物の殺伐とした雰囲気を好む当時のファンを拍子抜けさせ、会場の失笑を買った。
余りにもおかしかったため当時ビートたけしが「こんばんは、ラッシャー木村です」とネタにしたこともあって、世間にギャグとして広まってしまった。ここからラッシャー木村のお家芸が金網からマイク・パフォーマンスになる。たけしについては当時自分の弟子を集めて結成した「たけし軍団」の鈴木浩に「ラッシャー板前」という名前をつけて、木村と同じ黒のロングタイツを履かせるなどしていた。なお笑われた木村本人は後年、二宮清純に対して「初めてのところですから、まずは挨拶をと思いまして……」と語っており、二宮は「愚直な物言いに人柄がにじみ出ていた」と振り返っている。
その場に居合わせた浜口は、「“こんばんは”というのは、素の木村さんがそのまま出た」「不細工だったかもしれないけど、その裏にあるのは心温かい人間性ですよ」と語っている。また浜口は、木村が終始丁寧な挨拶を続けた点について、別のインタビューで「僕に道を譲ってくれたのかもしれないですね。アニマル浜口にふさわしい出番をくれたのかなぁ」とも語っている。

### 主要なマイク・パフォーマンス一覧
- ジャイアント馬場（通称・兄貴）に向かって。第1声は必ず（敵対時は）「馬場ーっ」、（義兄弟の契り以後は）「アニキーッ」と、必ずこれらいずれかで始まる。
  - 敵対初期のシングル戦を要求時「馬場、俺と勝負しろ！いつでもやってやる」
  - 敵対初期のシングル戦で負けた後「馬場、勝ったとおもうなよコノヤロー」
  - 「馬場、最近なんか元気だと思ったらコノヤロー。やっぱりな、お前は、ジャイアントコーン食べてるなコノヤロー」
  - 「俺はな、昨日はな焼肉を俺は15人前食ったんだよ。だけど、だけど失敗したよ。だから今度やるときは20人前食って、必ずぶっ倒してやるぞ、テメエ。覚えておけよコノヤロー」
  - 「馬場、馬場、お前な、ハワイでな、グアバジュース飲んで鍛えたかもしらんけどコノヤロー。俺だってコノヤロー、日本で、ポカリスエット飲んで鍛えたんだコノヤロー。そうはいかないぞコノヤロー。おぼえとけよ、コノヤロー、テメー」（毎年年末になるとハワイの別荘で過ごす馬場に対して）
  - 馬場と輪島大士が初対決する武道館での試合で大熊に対して「俺は今日、馬場と輪島の試合を8ミリに撮ろうと思ってたんだよ。だけどな、急いでて忘れてきちゃったんだよ。それとな、俺は馬場のサインを自分の部屋に飾りたいから。サインをもらって来てくれないか。ちゃんと横に木村さんへって名前を入れてもらうように言っといてくれよ」
  - 「馬場コノヤロテメー。まあ試合は別として、昨日な、大熊（大熊元司）に言っといたんだけど、今日は俺が、馬場に、新年のな、あいさつをするからな。（間をおいてから）あけましておめでとう」（新年のあいさつを宣言して場内が盛り上がる中、生真面目すぎるシンプルなあいさつに場内は笑いの渦に巻き込まれる）。そしてその後「今年こそはなぁ、馬場に勝とうと思って、俺はこの正月ずっと、餅食ってんだぞコノヤロー! 俺の肌を見ろよ。餅のおかげで、すっかりモチ肌になっちゃったよ!」と続けた。
  - 「馬場、オレはおまえを倒すために元旦の朝、必勝祈願に行ったんだ。お前の16文Tシャツを着てな。そしたら隣の人に『馬場さんのファンなんですか?』と聞かれたよ」
  - 「馬場、俺はな、今日は絶対な勝つつもりで来たんだよ。だけどな、負けちゃったよ。俺はな、今思いついたんだけどな、やっぱり俺はな馬場に貫禄負けしてるな。今度な、今度お前とやるときはな、貫禄負けしないようにな、俺も明日からお前の真似してな、葉巻を吸うからなコノヤロー」（場内が盛り上がる中、引き上げようとする馬場に対し）「馬場、馬場。もうちょっと我慢して聞いてくれ。あのな、俺はな、これだけ馬場と試合するとな、とてもな、他人とは思えないんだよ。だからな、だから一回でいいからな、今度な、お前のことをな、兄貴って呼ばせてくれ! いいなコノヤロー」（馬場も思わず表情が緩む。この時が義兄弟の契りを交わすきっかけとなる）
  - 「この前の武道館で『お前のこと、兄貴って呼んでもいいか』って言ったよな? 俺は一度でいいから、馬場とタッグを組んで『兄貴ありがとう』って言ってみたいんだよ! だから最強タッグでは…俺の一生の頼みなんだよ!! 今度の最強タッグでは『兄弟コンビ』を組んでくれよ。俺は馬場の懐に飛び込んで、もっともっと馬場を研究したいんだよ! 俺のこの健気な気持ちを分かってくれよ! いいか、もう逃げても無駄だぞコノヤロー!」（上記から暫く後のテレビマッチ。同じ日の数試合後、どこからともなく木村がリング上に現れ「“俺と馬場のタッグをお客さんがどう思うかを聞いて来い”と（馬場に）言われたんだよ」と発言〔「全日本移籍 - ノア」の項参照〕。テレビ解説の山田隆は「タッグを組みたいなら手順を踏まないと…」と実況の倉持隆夫ともども唖然としたが、場内は「組め」コールでタッグ結成を後押し。木村は「それじゃあ、俺と馬場のタッグが実現するよう、皆さんも応援してください」と言うと、上機嫌で去っていった）
  - 「兄貴!明けましておめでとう!今年も、可愛がってくれよ!」
  - 「兄貴!明けましておめでとう!今年も、タッグを組んでくれてありがとう!」
  - 加山雄三の「君といつまでも」の台詞に乗せて「幸せだなぁ。俺は兄貴といるときが一番幸せなんだ。俺は死ぬまで兄貴を離さないぞ、いいだろ?」（馬場の骨折からの復帰戦において。このマイクの後、木村は馬場に抱擁するパフォーマンスも見せた）
- 渕正信の独身ネタ。ラッシャーのマイクでネタにされて以降、渕の独身ネタは広く知られるようになり、今に至る。
  - 「（当時結婚して間もない田上明を引き合いに出して）渕、田上のイキイキしたファイト見たか? おい渕、なぜか分かるか? 結婚したからだよコノヤロー! お前もそろそろ、結婚しろコノヤロー! いいか? 仲人がいなかったら、俺がアニキに頼んでやるからな」
  - 「（秋田での試合において）渕、秋田美人はどうだ? 秋田美人はいいぞ、渕! 秋田美人（を嫁に）もらえよコノヤロー!」
  - 「渕、オマエの嫁さんにな、俺の親戚を紹介しようとしたんだよ。だけどな、やっぱりやめたんだよ。何故かって言うとな、俺はオマエと親戚付き合いしたくないんだよ」。思わず渕も「俺だってしたくねえよ」
  - 「渕!今日は、俺と、百田と、アンドレでタッグを組んだけど、独身はアンドレだけなんだよ。だから渕、アンドレに、嫁さんを世話してやってくれよ…。でも、よく考えたら、渕にこんなお願いをした、俺が悪かったよ」
  - 「渕、オマエの嫁さんをこの会場の中から探してやる。（リングサイドにいた80歳過ぎのおばあちゃんに）お姉ちゃん、渕の嫁さんになってくれないか」
  - 「おい、俺は最近俳句に凝ってるんだよ。今日は、最終戦だから、最後に一句詠ませてくれ。"永源ちゃん あんたはいつも いい男" "大熊ちゃん あんたもよく見りゃ いい男" "渕選手 お前は早く 嫁もらえ"」
  - 「正信や　今年もダメか　かわいそう」
  - 「正信や　来年こそは　パパになれ」
  - 「（ラッシャーが渕に）ところでお前、カラオケ好きか?ベ、ベサメ・ムーチョって歌知ってるだろ。この歌は女性を口説く時に歌う歌なんだよ。だから今度カラオケをやる時は必ずこの歌を歌いなさい。ここまできたら、これはいいと思うものは何でもやってみなさい!」
- 「（ラッシャーのタイツにマイクを入れた渕に）渕、オマエな、いい加減にしろよ。こんなタイツの中にマイクを入れて、マイクが病気になったらどうすんだコノヤロー!その時はな、オマエいいか、病院連れてけよ!」
- 「おい、最近、俺のオナラが全然臭くないんだよ」
- 1987年の世界最強タッグ決定リーグ戦、公式戦対戦前のタッグマッチでタイガーマスクに「公式戦ではドロップキック9連発するからなコノヤロー!」（公式戦では9連発どころか1発も放っていない）
- 1987年5月1日のジョン・テンタのデビュー戦（馬場&テンタVS木村&鶴見）にて「琴天山（テンタの大相撲時代の四股名）!よく馬場に鍛えてもらえ、もっと。もっと馬場に鍛えてもらえコノヤロー!」
- 1990年、天龍源一郎との抗争中のマイクでは「こうなったら俺は、天龍といつかシングルでやってやるぞ!」とシングル戦に意欲を見せたが、直後に天龍はSWSに移籍。本来天龍とのシングル戦が予定されていた大会ではファミリー軍団vs悪役商会のカードで出場し、試合後のマイクでは永源に「永源!お前、目は大丈夫か？たとえな老眼になっても、決してメガネスーパーで買うんじゃないぞ」と忠告。会場は大歓声に包まれた。
- 日本が米不足に陥った1993年限定ネタ
  - 「永源! ところで日本の美味しいお米はどこにいったんでしょう…?」
  - 「泉田! お前は太っているんだから、パンを食べなさい」
- だんご三兄弟と銘打った悪役商会に対し「キマラ! お前、団子食ったことあるのか? 今度国に帰るときに、お土産に団子を買って帰りなさい」
- 「永源! お前は最近、ランバダで身体を鍛えてるらしいけど、俺も、今度はな、ジャズダンスやって鍛えるから覚悟しとけよコノヤロー」
- 泉田に対し「泉田!! お前最近なっちゅーのに凝ってるみたいじゃないか。お客さんにも見せてやれ! せーの、なっちゅーの!!」と発言していた。ちなみに「なっちゅーの」とは当時流行していたパイレーツの「だっちゅーの」のことである。
- 全日本の常連外国人選手だったジョー・ディートンに対し「ディートン、お前はよく全日マットに上がるけど、もしかして俺に会いに来てるのか? そんなに俺が好きなのか? それとも俺が好きじゃないか、好きか嫌いかハッキリしなさい」。ディートンから「キムラサン、アイシテマス!」と返答された。
  - 以降、ディートンもマイク・パフォーマンスをする試合多くなり、大阪府立体育会館大会では「オオサカ!アリガトウゴザイマシタ!」をマイクを持って観客に挨拶した。
- 観客に呼びかけるシリーズ。時候に合わせた内容の場合が多い。
  - 「山菜取りに絶好の季節になってきました。皆さん、山奥もいいけど、帰り道が分からなくならないように、気をつけてください。それではごきげんよう」
  - 「暖かくなってサイクリングにはいい季節ですね。私も昨日誰かに自転車に轢かれました。でもその人は、謝るどころか笑いながら去ってしまいました。皆さん、悪いことをしたらちゃんと謝りましょう」
- 「ブッチャー、今日は試合に負けたけど、俺には、今夜はな、ススキノが待ってんだバカヤロー!」
- 黒人のブッチャー&キマラと対戦後、「俺はな、一生懸命日光浴して体を焼いてきたんだけど、オマエらとやったんじゃ何の意味もねえじゃねえか」
- ビートたけしと明石家さんまが司会を務める『たけし・さんま世紀末特別番組!! 世界超偉人伝説』に出演した際
  - 「さんま! 家が売れたらしいじゃないか。安心してな、ゴルフばっかりやってちゃダメだぞ!」
  - 「たけし! 俺も映画に出してくれ! たまにはな、たまには、家へ帰って、家庭サービスしなさい!」
  - 去り際「たけし! さんま! お達者で!」
- 会場には読売ジャイアンツの選手が観戦することが多く、その際には木村も選手に対してマイクでエールを送った。読売ジャイアンツの選手を発見した際には「永源!ジャイアンツの選手が来てるぞ」などから始まっていた。
  - 「巨人軍諸君!来年こそは、鍛えて、優勝を果たしてくれよ!」
  - 不振に苦しんでいた原辰徳（当時選手）に「耐えろ原!燃えろ!辰徳!」とエールを送った。
- 『全日本プロレス中継』にゲスト解説で出演したウッチャンナンチャンに「ウッチャン、こないだなFOCUS見たぞ。なかなかやるじゃないか！ナンチャンもFOCUSに出るように頑張れよ」
- 会場に偶然見に来ていた志村けんを発見し「やっぱり志村けんさんじゃないですか」と発言していた。
- 引退コメント「私は体調を悪くしてリングを離れて、カムバックのためにリハビリしていましたが、思うようにいかず、これ以上やると会社やファンの皆様に非常に迷惑がかかるので、引退を決意しました。本当に長い間、ご声援有り難うございました。ごきげんよう、さようなら」

## エピソード
- ビクトル古賀からサンボ技を直伝され実は日本きっての関節技の名手（主に足関節技が得意）なのに、自分のスタイルに合わないからと試合ではサンボ技を殆ど見せぬまま引退した隠れシューターなのではないかと囁かれたり、ビル・ロビンソンの教えを乞い、ベンチプレスは200キロを軽くクリアする怪力を持ち[40]、相撲で鍛えた下地も考え合わせると実は日本で一番強かったのではないかと推測されたりと、様々な臆測を生んでいる。少なくとも馬場との「義兄弟タッグ」の時期になっても、スポーツ会館でのサンボのトレーニングを欠かさなかった。ちなみにルー・テーズは「馬場・猪木・木村の中で誰が一番強いか?」との問いに対して「相撲とレスリングをマスターしている木村だね」と答えている。
- "狂乱の貴公子" リック・フレアーが初来日したのは国際プロレスのリングであり、1973年6月26日の秋田県大館大会でラッシャー木村とも金網デスマッチで対戦している[41]。フレアーが日本でデスマッチを戦ったのはこの時の木村との一戦のみである。
- 木村が行った金網デスマッチはほとんどがシングルマッチであり、金網タッグ・デスマッチは、1974年3月31日に釧路市厚生年金体育館で行われたジム・ブランゼル&ザ・ブルートとのIWA世界タッグ王座防衛戦[10]と、1979年7月9日に宮城県スポーツセンターで行われたアレックス・スミルノフ&オックス・ベーカー戦[42]の2試合しかない（いずれもパートナーはグレート草津）。なお、仙台大会では草津がKO負けを喫しており、木村にとってはシングルとタッグを通じて金網デスマッチ唯一の敗戦であり、かつ『国際プロレスアワー』（東京12チャンネル）における木村の金網デスマッチの最後の中継となった。
- ペットと触れあうことを好み、特に愛犬家として有名だった。新日本参戦時に熱狂的な猪木信者と思われる者から自宅への嫌がらせ、悪戯の被害をたびたび受けていたが[43]、その時も自分のことより、愛犬がストレスで円形脱毛症になったことを心配していたという[44]。後に木村は和田京平に対して「俺はね、あの時（猪木との抗争で嫌がらせをされた時）本当に参ったよ」と語っている[24]。それほどの犬好きであったが、最晩年はあえて飼わなかった。理由は「もし世話できなくなったら、放っておかれてしまう犬が可哀想だから」という。代わりに自宅の扉を少し開けておき、マンション隣室の犬がベッドに入って来るのを可愛がり、これを無上の楽しみとして我慢していた。
- 髪型がアイパーだった頃はそれと合わせて体格と強面の顔が災いし、タクシーの乗車拒否は日常茶飯事だったという。
- 1979年7月17日には木村の出身地である北海道中川町で凱旋興行が行われ（マイティ井上とのコンビでアンドレ・ザ・ジャイアント&アレックス・スミルノフと対戦）、その模様は7月23日に『国際プロレスアワー』にて録画中継された[42]。
- 国際プロレス崩壊直後に一時引退を考えたことがあった。木村は「俺がやらないと浜口も寺西も困るから」という理由で現役続行を決断した[43]。新日本プロレスへ参戦した理由は、国際プロレス崩壊後に吉原功は進路を各選手に一任していたが、木村は吉原やアントニオ猪木との日本プロレス時代の兄弟弟子関係があり、その結びつきで新日本参戦を決めたという[44]。和田によれば、全日本プロレスへ移籍した理由は「新日本は重役が話に来た。全日本は馬場さんが料亭に誘い、直接誘ってくれた。どちらを選ぶのかは明白でしょう」という理由で全日本移籍を決めたという[24]。
- 新日本プロレスで猪木と抗争を繰り広げた時に、猪木が波状攻撃で繰り出すチョップを耐えて耐えて耐え抜く木村の姿を、当時『ワールドプロレスリング』（テレビ朝日）の実況担当の古舘伊知郎は「テトラポットの美学」と形容した。のちに古舘は『報道ステーション』のキャスターとなるが、木村死去のニュースが取り上げられた際に「以前実況担当という立場で仕事を一緒にやらせて頂きましたが、とても優しい人で、真っ白な秋田犬を可愛がっていました」というコメントを残している。
- 「はぐれ国際軍団」当時の1982年5月に、浜口と寺西を日本に残して渡米。ロサンゼルス地区で「ミスター・トヨ」を名乗り、「はぐれ国際軍団」加盟を表明して同行してきた剛竜馬をパートナーにライジング・サンズを現地で結成、マンド・ゲレロ、ヘクター・ゲレロ、ビクター・リベラなどと対戦した。ファイトのマンネリ化を防ぐことが渡米の目的だったが、猪木が右膝手術や体調不良によりシリーズを欠場している時期であったため、木村を海外に出して猪木復帰と共に抗争を再開させようという新日本フロントの意図だったと見られている。
- 梶原一騎原作の『悪役ブルース』に登場している。
- ジャンボ鶴田は筑波大学大学院を受験した際にそのことを全日本プロレスのレスラーたちには内緒にしていた。合格発表後にまず最初に木村に「木村さん、今度僕マスター（修士）になるんですよ」と打ち明けた。すると、木村は「そうか、頑張れよ。最初は小さい店なんだろうけど、月に一度は飲みに行ってやるからな」と飲み屋のマスター（店長）と勘違いした。
- もともとソフトな声だったが剛竜馬とカナダ遠征中にバッドニュース・アレンのラリアットを喉に受け、それ以来マイク・パフォーマンスで聞かれるしわがれ声になった。
- 国際血盟軍時代は、移動の際は外国人選手バスを利用していた。国際血盟軍が木村と鶴見の2人体制となってから2年後でかつブルーザー・ブロディが参戦した最後のシリーズとなった1988年3月シリーズには、スタン・ハンセン、アブドーラ・ザ・ブッチャー、タイガー・ジェット・シンが前半戦に特別参加したために、木村と鶴見は外国人選手バスに定員オーバーのため乗車出来ず、ハンセン、ブッチャー、シンが参戦していた期間のみ2人だけでJRの特急列車や普通列車を利用して移動したことがある[43]。
- 1990年に発売されたPCエンジンCD-ROM2専用のディスクマガジン『ウルトラボックス』にて、コーナー「ラッシャー木村の星に願いを」を持っていた（第3号まで）。
- いかつい顔をしていた木村だが、とにかく温厚で人が良く、何かを頼まれると「NO」とは言えない性格だったといわれている[45]。
- リングの上でのマイク・パフォーマンスとは裏腹に、普段は口数が少なく若手を誘って酒を飲むのが好きな温厚な人物だった。マイティ井上は「木村さんなんかもニコニコして、いい酒飲んでたよ。あの人は優し過ぎる人でね、動物をかわいがってさ[46]」「木村さんのことを悪く言うレスラーは１人もいなかった[30]」と振り返っている。また永源遙は「リングに上がったら性格の激しいところはありますけど、リングを降りたら紳士的で優しくていい人ですね」と語っている他、アニマル浜口も「何をしても怒らない人だった[47]」「木村さんは、どんなに酒を飲んでも愚痴や悪口を言ったことがなかった。どっしりと構え、静かに飲んでいたね[48]」「木村さんが40年間、63歳まで波乱万丈で数奇なプロレス人生を続けられたのは、誰からも愛される人間性だったからでしょう[49]」と語っており、木村の人柄の一端がうかがえる。

## CM
- マルナカ製麺（びわ湖放送のローカルCM）
- 鉄板麺（シマダヤ）
- チュピ(キャンディー)（モンデリーズ・ジャパン - 1992年 ニッポン放送月～木の23時の時報CM、CMドラマに出演していた）